# Günter Rittner
Günter Rittner (Breslavia, 11 marzo 1927 – Monaco di Baviera, 23 novembre 2020) è stato un pittore e illustratore tedesco.

Hall all'esterno della sala stampa all'interno dell'edificio della Cancelleria federale a Berlino. Appesi alla parete destra sono dipinti dei cancellieri federali dal 1945 presso la cosiddetta Galleria dei cancellieri (Cancelleria).

Si colloca tra i più noti ritrattisti tedeschi del XX secolo. I ritratti di Rittner di Ludwig Erhard e di Kurt Georg Kiesinger sono la base della Galleria dei cancellieri, fondata nel 1976 dall'ex cancelliere Helmut Schmidt nella Cancelleria federale di Berlino.

## Biografia
A 6 anni, Günther dipinse i ritratti di sua nonna e suo nonno. Nel 1939, ha creato ritratti di soldati e feriti in ospedale e nello stesso anno ha iniziato a studiare disegno di notte alla Scuola di arti applicate di Breslavia, dove stringe amicizia con l'artista Hans-Ulrich Buchwald.
Il primo autoritratto, dipinto ad olio da Rittner, ha vinto il primo premio in un concorso provinciale. Suo padre ha insistito sul fatto che Günther sia diventato un insegnante di disegno, ma la natura amante della libertà dell'artista non ha tollerato un tempo di lavoro chiaramente definito. Nel 1944, Ritner fu chiamato al fronte. Nel 1945 fu catturato dagli inglesi. Per prima cosa ha disegnato altri prigionieri su carta igienica con una matita, poi le guardie, prima di comporre un ritratto a pastello del comandante del campo, che poi ha disegnato per Rittner. Dopo il suo rilascio nello stesso anno, è stato in grado di finanziare i suoi studi attraverso ritratti di membri della potenza occupante americana e di approfondire ulteriormente il suo talento. Nel 1948, Ritner si trasferì a Monaco di Baviera e studiò all'Accademia di belle arti fino al 1953. I suoi professori erano Joseph Hillerbrand e Walter Toich. L'esperienza maturata nella guerra e la prigionia, la morte e la sofferenza umana hanno segnato profondamente il lavoro di Gunther Ritner, i suoi modelli sono stati Edvard Munch, Ernst Barlach, Käthe Kollwitz e Paul Cézanne, Van Gogh, Gauguin e Toulouse -Lotrek.
Nel 1953, Ritner divenne un artista indipendente e intraprese diversi viaggi di istruzione in Francia, nel Regno Unito e in Italia, dove creò molti paesaggi urbani e rurali. Nel 1966, Ritner espose per la prima volta il suo lavoro a Monaco durante una mostra al Deutsches Theater Museum. Ritner ha iniziato ad avere successo e ha ricevuto ordini seri da politici, scienziati e imprenditori. Nel 1974 dipinse un ritratto di Ludwig Erhard, sempre nel 1974 - Kurt Georg Kiesinger. Nel 1975, Ritner dipinse il ritratto del cancelliere Walter Scheel, a cui ha donato i costi di 20.000 marchi tedeschi alla Fondazione Scheel. Nel 1978, Rittner è andato in Grecia. L'anno seguente, Rittner ha partecipato a una mostra presso la Kassel Art Association. Nel 1980, l'artista si sposò e si trasferì con la sua famiglia a Maiorca, e più tardi sull'isola di Gran Canaria. Dal matrimonio nacque il figlio Cornelio, ma alla fine la famiglia si separò.

## Opere

Politici
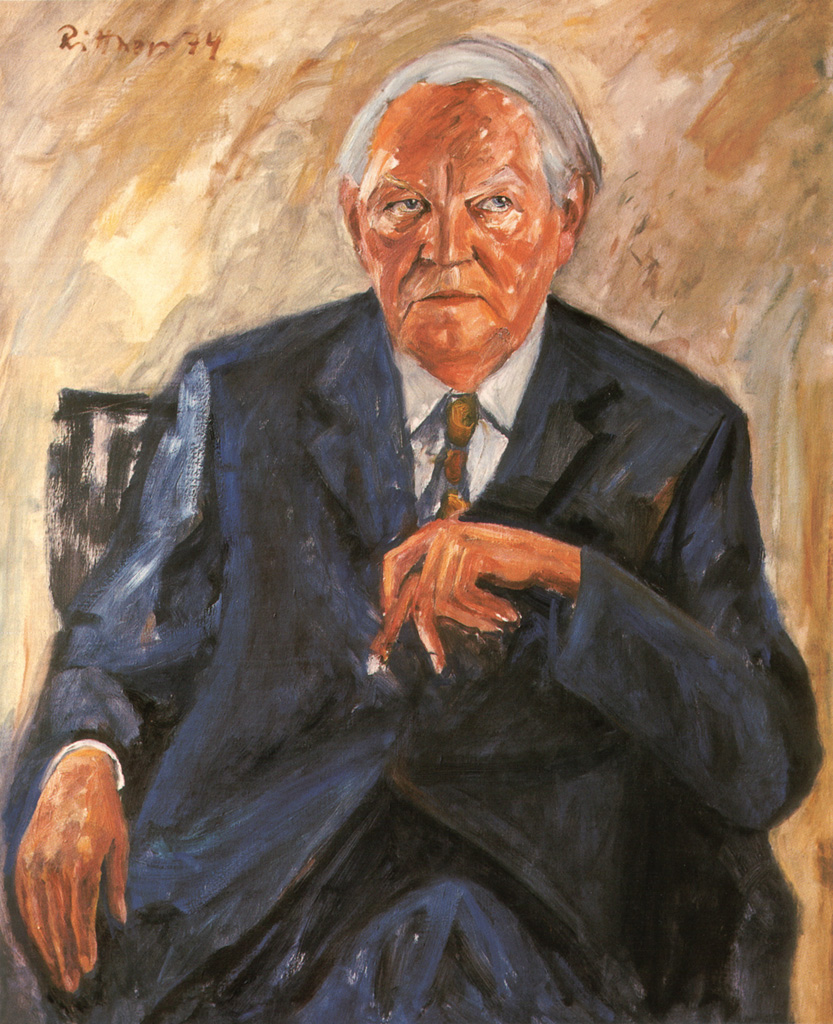
Ritratto di Ludwig Erhard
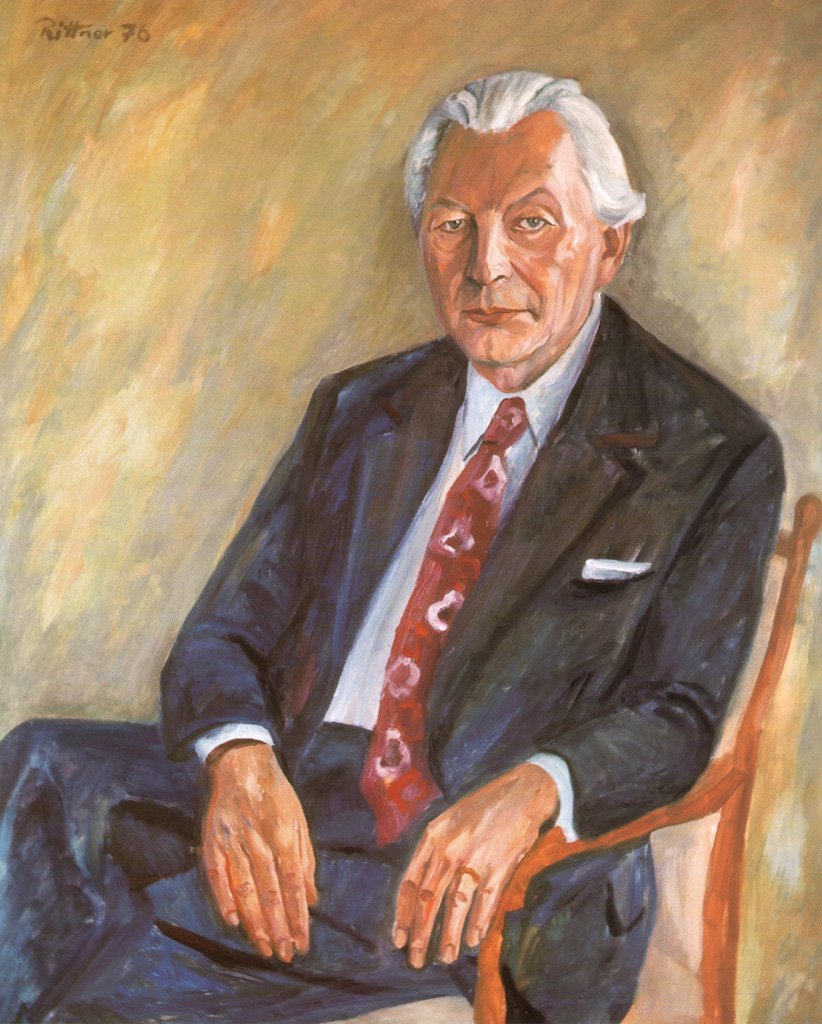
Ritratto di Kurt Georg Kiesinger
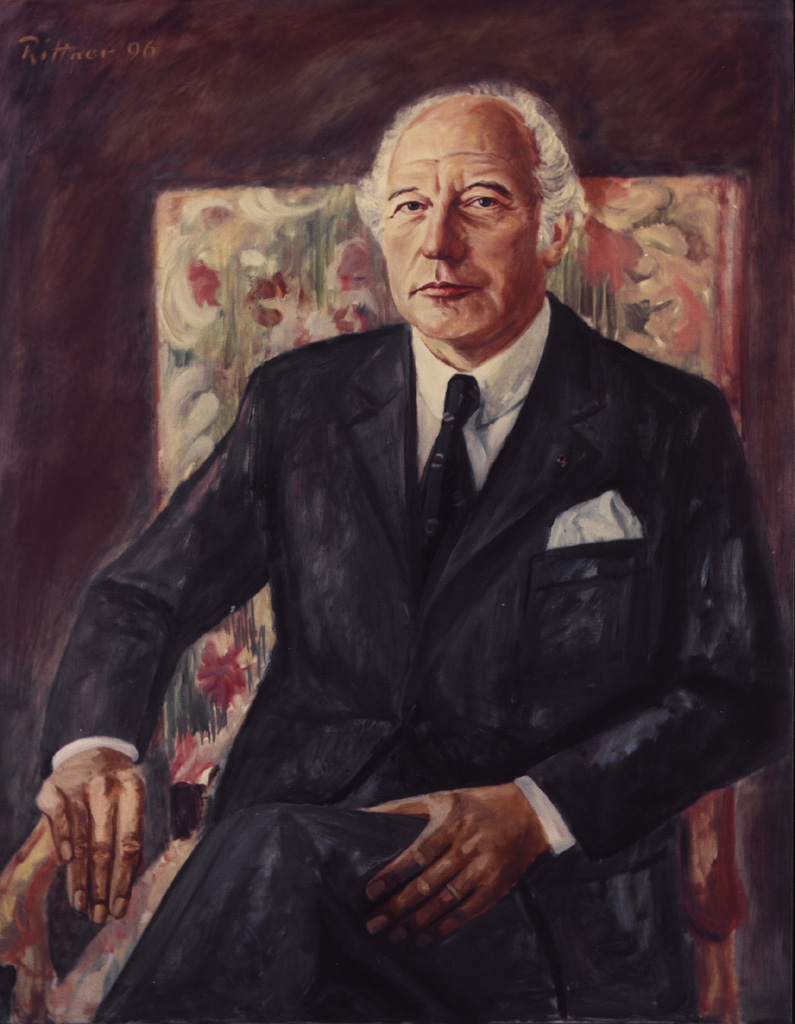
Ritratto di Walter Scheel
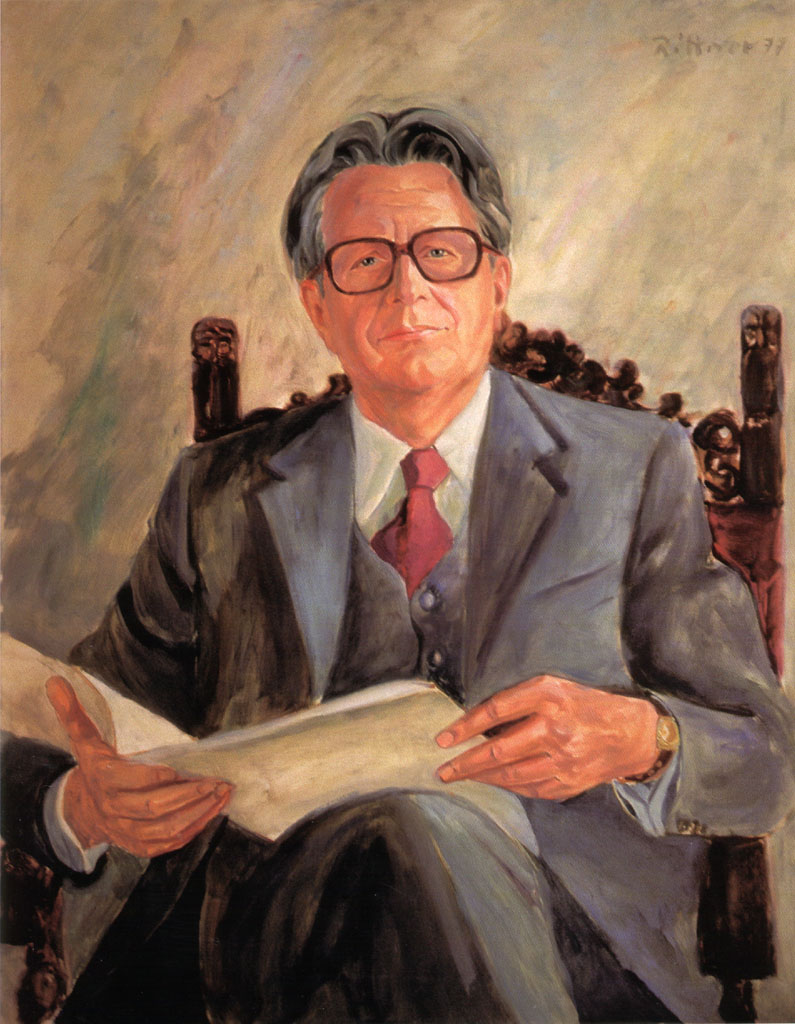
Ritratto di Hans-Jochen Vogel
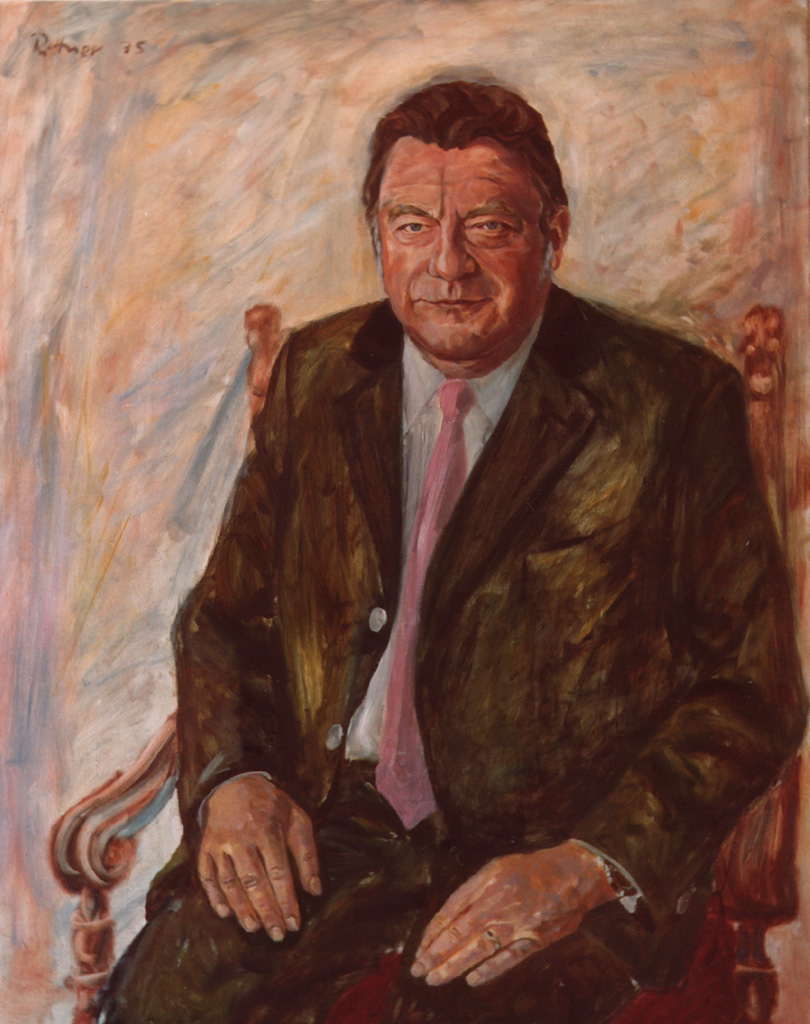
Ritratto di Franz Josef Strauß

Artisti, Professionisti e Religiosi
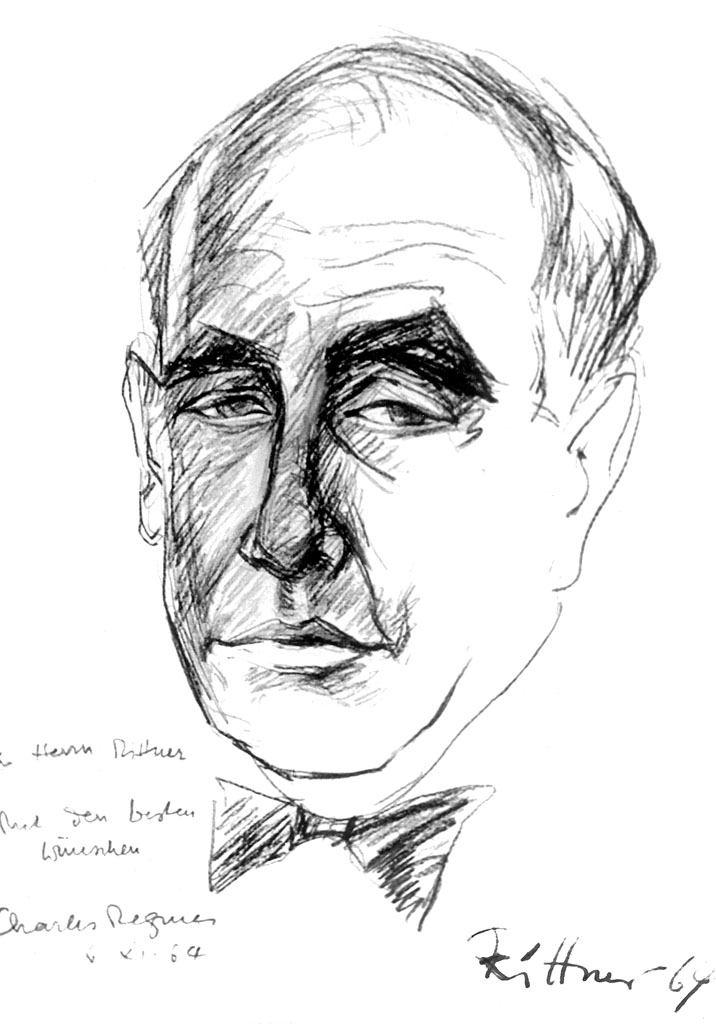
Ritratto di Charles Regnier
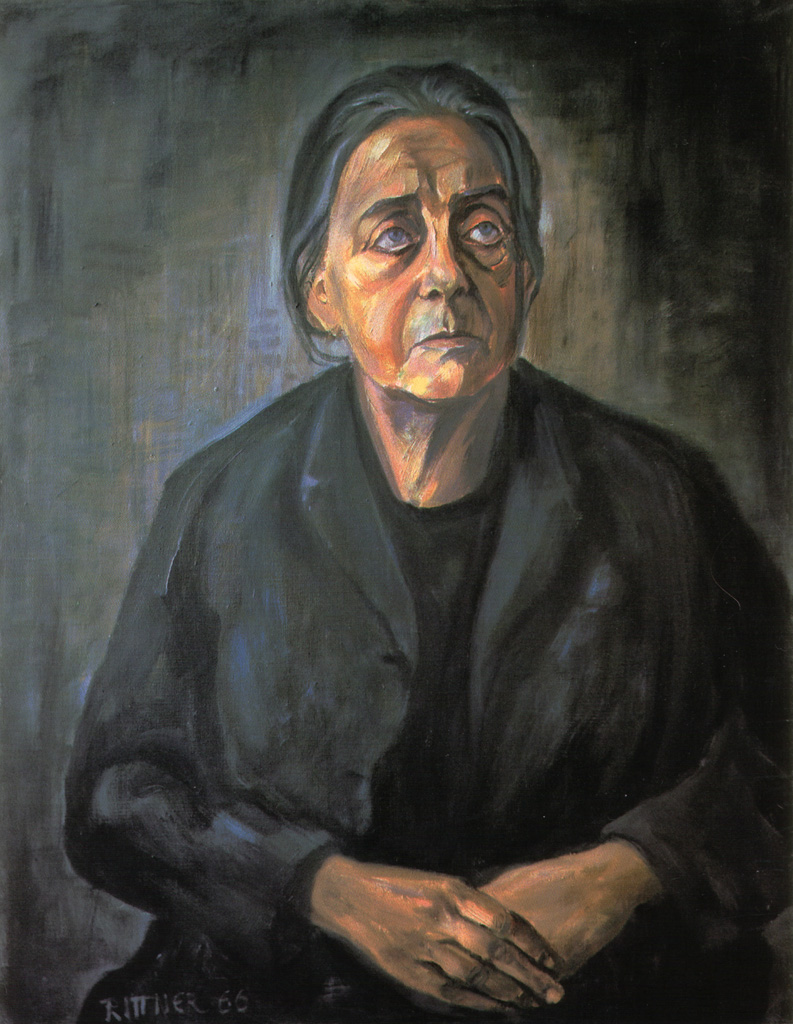
Ritratto di There Giehse
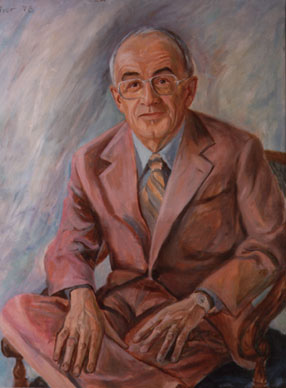
Ritratto di Ludwig Boelkow
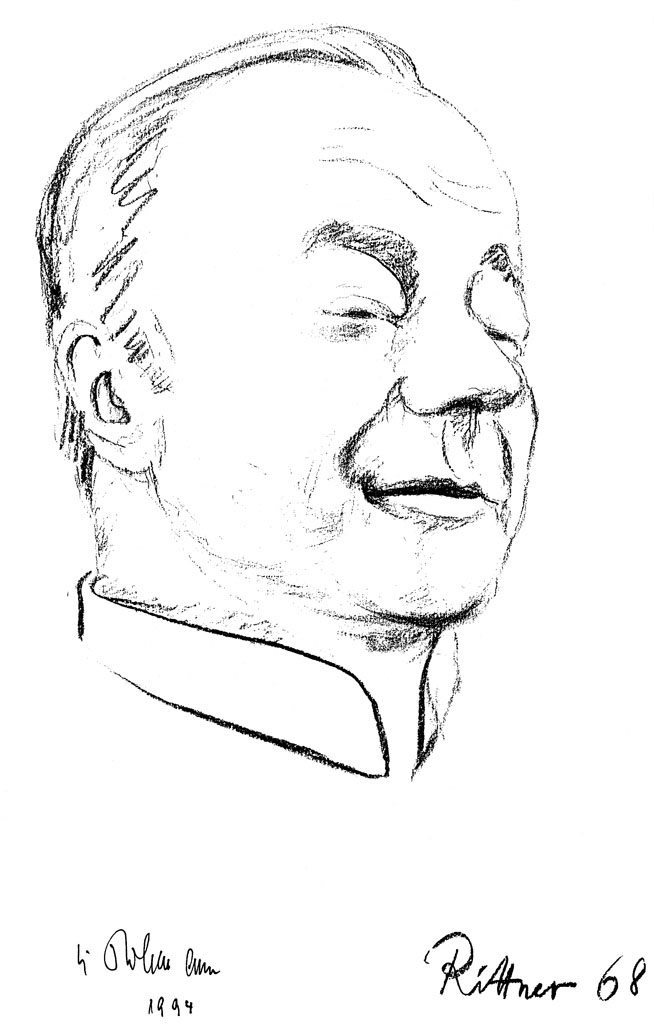
Ritratto di Heinz Ruehmann
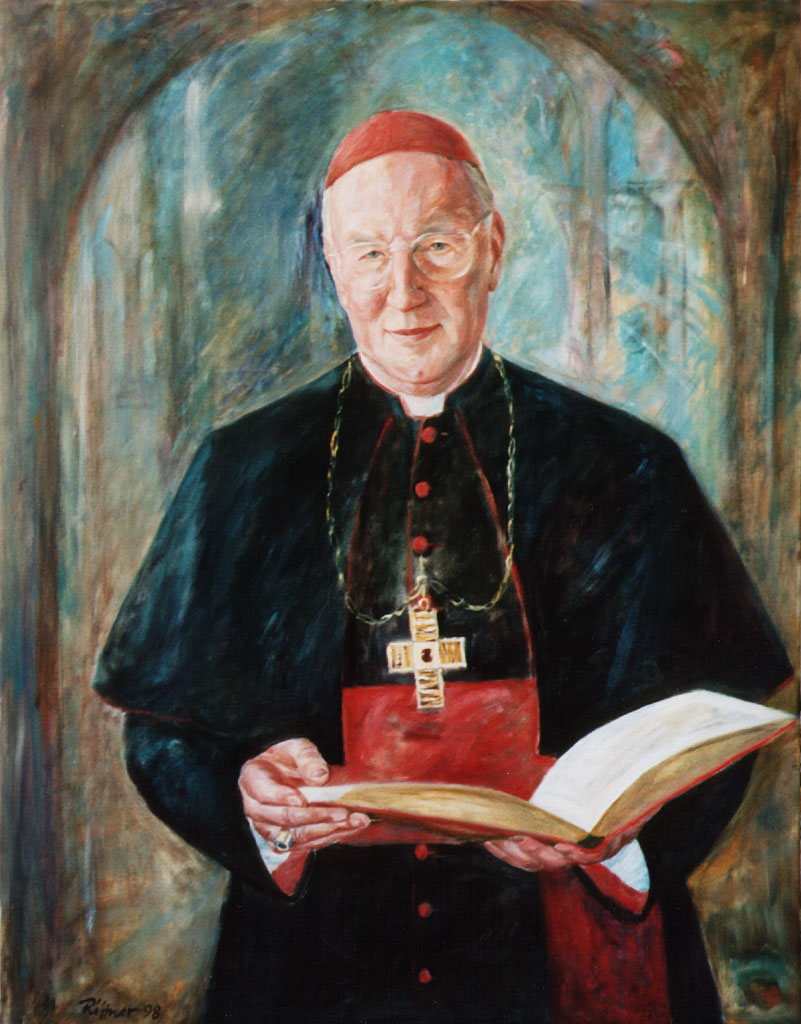
Ritratto di Friedrich Wetter

## Onorificenze
Ordine al merito di Germania
- 1980